# Bailey Rice
Bailey Rice (* 4. Oktober 2006) ist ein schottischer Fußballspieler, der bei den Glasgow Rangers in der Scottish Premiership unter Vertrag steht.

## Karriere

### Verein
Bailey Rice begann seine Karriere in den Jugendmannschaften des FC Motherwell. Im Juni 2021 wechselte Rice zu den Glasgow Rangers, nachdem er einen Profivertrag in Motherwell abgelehnt hatte. Im Februar 2023 gab er sein Debüt für die erste Mannschaft der Rangers in einem Ligaspiel gegen den FC Livingston, als er in der 88. Minute für Ryan Kent eingewechselt wurde. Dieser Einsatz machte Rice mit 16 Jahren und 137 Tagen zum jüngsten Ligaspieler in der Vereinsgeschichte und nach Derek Ferguson zum zweitjüngsten Spieler in einem Pflichtspiel.

### Nationalmannschaft
Bailey Rice debütierte im September 2021 in der schottischen U17-Nationalmannschaft gegen Wales. Mit der Mannschaft nahm er ein Jahr später an der U-17-Europameisterschaft in Israel teil, in der Schottland in der Gruppenphase ausschied. Rice absolvierte dabei alle schottischen Spiele. 2023 nahm er erneut an einer U-17-Europameisterschaft teil.